# Romanshorn
Romanshorn (toponimo tedesco) è un comune svizzero di 10 803 abitanti del Canton Turgovia, nel distretto di Arbon; ha lo status di città.

## Geografia fisica
Romanshorn si affaccia sul lago di Costanza.

## Società

### Evoluzione demografica
L'evoluzione demografica è riportata nella seguente tabella:
Abitanti censiti

## Infrastrutture e trasporti

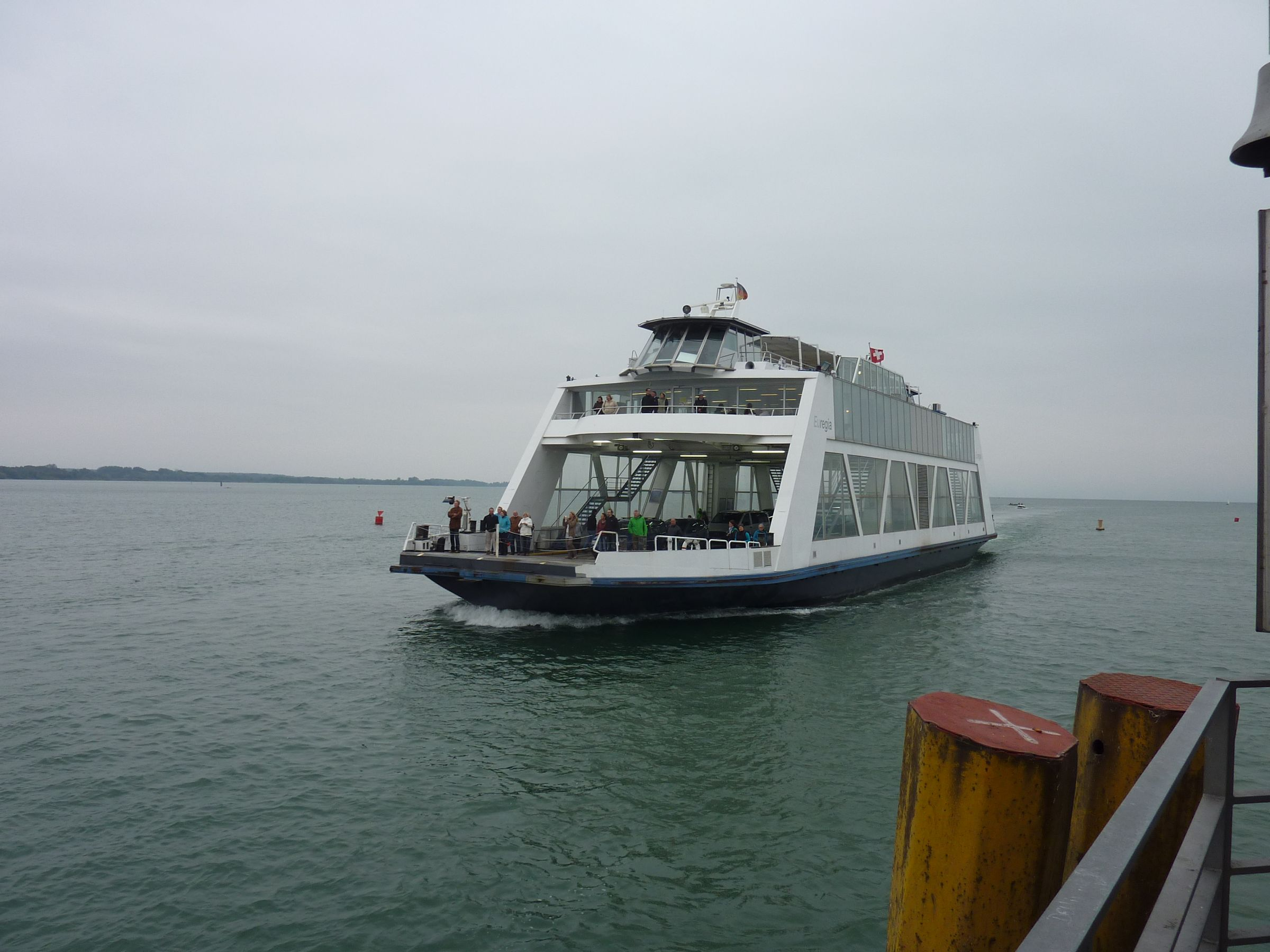
LEuregia, uno dei traghetti che prestano servizio tra Friedrichshafen e Romanshorn

Romanshorn è servito dall'omonima stazione, situata sulle linee Winterthur-Romanshorn, Sciaffusa-Rorschach e Romanshorn-San Gallo.
Romanshorn è collegata con la città tedesca di Friedrichshafen con un traghetto.

## Amministrazione
Ogni famiglia originaria del luogo fa parte del cosiddetto comune patriziale e ha la responsabilità della manutenzione di ogni bene ricadente all'interno dei confini del comune.

## Sport
A Romanshorn ha sede la società hockeistica PIKES EHC Oberthurgau 1965.